# 충주호수로
충주호수로는 충청북도 충주시 살미면 내사리에서  충청북도 충주시 목행용탄동 목행삼거리를 잇는 도로이다. 총연장은 71.4km이다.

## 주요 경유지
충청북도
- 충주시 (살미면 . 교현안림동 . 목행용탄동)

## 노선
| 이름           | 접속 노선                 | 소재지 | 소재지     | 비고                  |
| -------------- | ------------------------- | ------ | ---------- | --------------------- |
| (이름없음)     | 국도 제36호선 (월악로)    | 충주시 | 살미면     | 지방도 제531호선 시점 |
| 마즈막재삼거리 | 안림로                    | 충주시 | 교현안림동 | 지방도 제531호선구간  |
| 아리랑고개     |                           | 충주시 | 교현안림동 | 지방도 제531호선구간  |
| (이름없음)     | 지방도 제531호선 (지등로) | 충주시 | 교현안림동 | 지방도 제531호선구간  |
| 용탄삼거리     | 충주산단8로               | 충주시 | 교현안림동 | 지방도 제531호선구간  |
| 용탄교         |                           | 충주시 | 목행용탄동 | 지방도 제531호선구간  |
| 목행삼거리     |                           | 충주시 | 목행용탄동 | 종점                  |